# Volha Satsuk
Volha Satsuk är en vitrysk sångerska som är född 2 augusti 1993. Hon är född i staden Kobrin som ligger ganska nära den polska och den ukrainska gränsen.
Hon kom fyra i JESC 2003 med bidraget "Tantsui" (Dansa).